# Havetoft Kirke
Havetoft Kirke er en kirke i romansk stil beliggende på en høj nord for landsbyen Havetoft i Sydslesvig i den nordtyske delstat Slesvig-Holsten. Kirken er sognekirke i Havetoft Sogn.
Kirken er opført 1180 dels af rå, dels af tilhugne kampesten. Nordportalen er tilmuret. Skibet og kor fik indbygget krydshvælv i gotisk tid. Indtil 1463 havde Havetoft haft fælles præst med menigheden i Siversted Sogn (også kaldt Stenderup Sogn). Kirken er viet til Sankt Maria.
Døbefonten er et romansk granitarbejde fra 1200-tallet. Døbefontens kumme er dekoreret med syv fortløbende kløverbladbuer og relieffer af Jomfru Maria mellem tre apostle og de tre hellige konger. Det sengotiske korbuekrucifiks (triumfkors) er fra 1400-tallet. Den enkle prædikestol i renæssance-stil er fra omkring 1580. Stolen blev malet med evangelistsymbolerne i 1956. Kirkens epitafium i en ældre renæssanceramme er fra 1704. Altertavlen er malet af billedhuggeren Peter Clausen fra Satrup i 1863. Motivet er den sidste nadver. Sidefelterne fra 1956 viser en pelikan og en lam (agnus dei) som kristussymboler. Kirkens Marcussen-orgel er fra 1883. Ved en omfattende renovering i 1955/56 blev de romanske vinduer i nordmuren igen åbnet, pulpituret blev ombygget til dets nuværende halvcirkelform. Pulpiturets felter er 1998/1999 malet med bibelske motiver fra både den gamle og nye testamente.
Kirken har ikke tårn, men en fritstående klokkestabel af træ fra 1763 med tre klokker. Et ældre klokkehus brændte ned i 1759. Kirkegårdsporten fra 1626 er den ældste i Angel.
Kirkesproget i sognet var i årene før 1864 blandet dansk-tysk. Menigheden hører i dag under den nordtyske lutherske kirke.
- Klokkestabel
- Kirkegårdsport fra 1626, den ældste i Angel
- Pulpitur med orglet
- Døbefonten